# Brisure spontanée de symétrie
Pour les articles homonymes, voir Spontané.

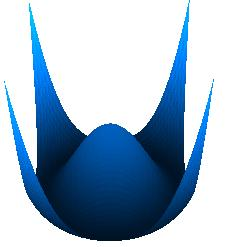
Illustration de BSS. Bien que le système soit symétrique selon l'extremum central (la "bosse"), si un élément, placé à cet endroit, "tombe" à cause d'une perturbation, la symétrie est brisée. En effet, l'élément se retrouve dans un creux et il est impossible de retrouver un axe de symétrie.

En physique, le terme brisure spontanée de symétrie (BSS) renvoie au fait que, sous certaines conditions, certaines propriétés de la matière ne semblent pas respecter les équations décrivant le mouvement des particules (on dit qu'elles n'ont pas les mêmes symétries). Cette incohérence n'est qu'apparente et signifie simplement que les équations présentent une approximation à améliorer. Cette notion joue un rôle important en physique des particules et en physique de la matière condensée.

## Illustration de la vie de tous les jours
L'exemple le plus fréquemment cité de brisure spontanée de symétrie est celui d'une balle de tennis en haut d'une colline. La colline étant parfaitement symétrique, la balle n'a aucune raison de rouler à gauche ou à droite et devrait donc rester au sommet de cette colline. Néanmoins, toute perturbation fera rouler la balle d'un côté et pas de l'autre, et même si ce côté est choisi aléatoirement, le résultat final de l'expérience sera un état asymétrique. La symétrie a été brisée, sans que le système – la colline – soit asymétrique.

## Exemples
- À haute température (ou à haute énergie), la matière forme un gaz ou un plasma et cet état possède toutes les symétries des équations décrivant le mouvement des particules.

À basse température, la matière peut se trouver dans un état qui ne possède pas toutes les symétries des équations microscopiques, mais seulement un sous-groupe du groupe de symétrie complet. Ce phénomène est appelé brisure spontanée de symétrie. Un exemple concret d'état de la matière possédant une brisure spontanée de symétrie est l'état solide cristallin. Un cristal n'est en effet invariant que sous l'action d'un groupe de symétrie discret comprenant des translations discrètes, des réflexions et des rotations de 60°, 90°, 120°, 180° autour de plans ou d'axes particuliers, alors que l'équation de Schrödinger qui décrit le mouvement des électrons et des noyaux qui constituent ce cristal est invariante sous n'importe quelle translation, rotation ou réflexion.
- Il existe en physique de la matière condensée de nombreux autres exemples de brisures spontanées de symétries. Dans les systèmes magnétiques (ferromagnétiques, antiferromagnétiques, ferrimagnétiques), la symétrie de rotation SO(3) des moments magnétiques et l'invariance par renversement du temps sont brisées spontanément.

- Dans les cristaux liquides nématiques, l'invariance par rotation SO(3) est également une symétrie de rotation autour d'un axe appelé directeur. Si {\displaystyle {\vec {n}}} est un vecteur unitaire parallèle à cet axe, la transformation de {\displaystyle {\vec {n}}} en {\displaystyle -{\vec {n}}} ne change évidemment pas la direction de cet axe, et on peut donc choisir indifféremment {\displaystyle n} ou {\displaystyle -n} pour décrire le même état nématique. Cela constitue une différence importante avec le magnétisme où le changement du signe de l'aimantation ne redonne pas l'état thermodynamique initial.

- Dans les cristaux liquides smectiques A, les molécules s'organisent en couches séparées par une distance déterminées. Toutefois, à l'intérieur des couches, les molécules n'ont pas d'ordre à longue distance.

Dans cet exemple, la symétrie de translation est brisée uniquement dans la direction perpendiculaire aux couches, et la symétrie de rotation est réduite aux rotations autour d'un axe orthogonal aux couches.
- Dans les alliages métalliques cristallins, on peut observer des états ordonnés où l'un des atomes formant l'alliage occupe préférentiellement un site du réseau. Il en résulte un abaissement de la symétrie par rapport à celle de l'état à haute température dans lequel le site pouvait être occupé par un atome de l'une ou l'autre espèce. Dans ce cas, la brisure de symétrie réduit un groupe de translation discret à un sous groupe, alors que dans les exemples précédents la symétrie était brisée dans un groupe continu.

- La symétrie brisée n'est pas toujours associée à des transformations géométriques. Par exemple, dans les supraconducteurs et dans les superfluides, la symétrie brisée est une symétrie de jauge continue abélienne U(1).

C'est également le cas des brisures de symétries étudiées en physique des hautes énergies qui correspondent à des brisures de symétries pour des groupes non abéliens.
- En physique des particules, le mécanisme de Brout-Englert-Higgs-Hagen-Guralnik-Kibble s'appuie sur une brisure de symétrie pour résoudre l'apparente incompatibilité entre le modèle standard et la masse de certaines particules.

## Conséquences physiques des brisures de symétries
Lorsqu'une symétrie est brisée spontanément dans un système physique, il existe un nouveau paramètre qui est invariant sous l'action du sous-groupe laissant invariant l'état à symétrie brisée. Ce nouveau paramètre n'est en revanche pas invariant sous l'action du groupe complet laissant invariantes les équations du mouvement microscopiques.
Ce paramètre est appelé le paramètre d'ordre et il mesure l'importance de la brisure de symétrie.
L'orbite de ce paramètre d'ordre, sous l'action du groupe complet de symétrie, donne l'ensemble des états, physiquement non équivalents, dans lesquels la symétrie est brisée. Pour donner un exemple concret, dans le cas du magnétisme, le paramètre d'ordre est le vecteur aimantation, et l'orbite du paramètre d'ordre sous l'action du groupe de symétrie est la sphère {\displaystyle S^{2}}.
L'existence d'un paramètre d'ordre est à la base de la théorie de Landau des transitions de phase.
Dans un état à symétrie brisée, il existe des forces qui tendent à imposer une valeur uniforme du paramètre d'ordre dans tout le système. Ce phénomène est appelé rigidité généralisée.
L'exemple le plus banal est l'existence d'un module de cisaillement dans un solide en plus du module de compression. Dans le cas d'un supraconducteur, c'est l'existence d'une rigidité généralisée qui permet d'expliquer la circulation d'un courant sans dissipation. La rigidité généralisée du supraconducteur combinée à l'invariance de jauge électromagnétique est également responsable de l'effet Meissner, comme l'a discuté P. W. Anderson. En physique des particules, un phénomène analogue, le mécanisme de Higgs, permet d'expliquer la formation d'une masse pour les particules de jauge.
La description des états d'un système possédant une brisure de symétrie en termes d'un paramètre d'ordre permet également de classifier les défauts qui peuvent apparaitre dans un système au moyen des méthodes de la topologie algébrique. En effet, un état où le paramètre d'ordre varie dans l'espace peut être décrit au moyen d'une application de {\displaystyle \mathbb {R} ^{3}} dans l'espace quotient du paramètre d'ordre.
Par exemple, un état inhomogène d'un système magnétique peut être représenté comme une application de {\displaystyle \mathbb {R} ^{3}} dans la sphère {\displaystyle S^{2}}, et un état inhomogène d'un supraconducteur comme une application de {\displaystyle \mathbb {R} ^{3}} dans la sphère {\displaystyle S^{1}}. Il peut exister des défauts stables du paramètre d'ordre seulement si l'application ne peut pas être déformée continûment en une application constante. De façon plus précise, la théorie de l'homotopie permet d'affirmer que si le groupe {\displaystyle \pi _{0}} est non trivial, les défauts de type paroi sont stables, si le groupe {\displaystyle \pi _{1}} est non-trivial, les défauts de type ligne sont stables, et si le groupe {\displaystyle \pi _{2}} est non-trivial, les défauts de type point sont stables. En particulier, comme {\displaystyle \pi _{2}(S^{2})=\mathbb {Z} }, un système magnétique peut présenter des défauts de type point, mais comme {\displaystyle \pi _{1}(S^{2})=0}, il ne peut pas posséder de défauts de type ligne. Dans le cas du supraconducteur, {\displaystyle \pi _{1}(S^{1})=\mathbb {Z} }, donc les lignes sont des défauts topologiquement stables. Ces défauts correspondent bien évidemment aux vortex. La théorie topologique permet également de prédire que ces vortex ont une charge quantifiée.

## Théorèmes

### Théorème de Goldstone
Lorsque la symétrie brisée est une symétrie continue, il existe un théorème dû à J. Goldstone, selon lequel il doit apparaître de nouvelles excitations à basse énergie. Le plus souvent, ces excitations sont des bosons. Dans le cas d'un solide, les phonons transverses (ondes de cisaillement) peuvent être considérés comme les bosons de Goldstone résultant de la brisure de la symétrie continue de translation.
Dans le cas du magnétisme, la brisure de symétrie de rotation entraîne l'apparition de magnons à basse température. Dans le cas des superfluides, la brisure de la symétrie U(1) se traduit par l'apparition d'un mode de phonon avec une densité superfluide proportionnelle à la densité superfluide. Dans le cas des supraconducteurs, P. W. Anderson a montré que l'interaction coulombienne à longue portée empêchait l'apparition des modes de Goldstone à basse énergie.
Le théorème de Goldstone permet de construire des théories de basse énergie décrivant uniquement les bosons de Goldstone. Ces théories effectives sont discutées par C. P. Burgess,.

### Théorème de Mermin-Wagner-Hohenberg-Coleman
En 1966, N. D. Mermin et H. Wagner ont établi un théorème montrant qu'une brisure spontanée d'une symétrie continue était impossible dans un système bidimensionnel à l'équilibre (des transitions hors équilibre peuvent montrer une brisure de symétrie spontanée en dimension deux, comme dans le cas du modèle Vicsek (en)). Une démonstration de ce théorème, utilisant uniquement l'inégalité de Bogoliubov peut être trouvée dans le livre de C. Itzykson et J. M. Drouffe. En 1967, P. C. Hohenberg a étendu ce théorème aux superfluides et aux supraconducteurs. Ce théorème a été reformulé par Sidney Coleman en 1973 dans le cadre de la théorie quantique des champs qui a montré que la théorie des champs hypothétique qui décrirait les bosons de Goldstone dans le cas d'une brisure spontanée de symétrie en dimension (1+1) ne pourrait pas satisfaire les axiomes de Wightman. Le théorème de Mermin-Wagner-Hohenberg-Coleman a comme conséquence que les modèles O(N) avec N > 1 en deux dimensions ne peuvent pas présenter d'ordre à longue distance.
Dans le cas N = 2, on a le modèle XY qui possède la transition Berezinski-Kosterlitz-Thouless, entre un désordre complet à haute température et un quasi-ordre à longue distance à basse température. Pour {\displaystyle N\geq 3}, le modèle O(N) est dans une phase désordonnée à toute température.
Dans sa version théorie des champs, le théorème de Mermin-Wagner-Hohenberg-Coleman permet d'affirmer qu'une chaine de spins antiferromagnétique ne peut pas posséder un état de Néel même au zéro absolu.

### Théorème d'Elitzur
Jusqu'ici, les symétries citées n'étaient que des symétries globales. On peut se demander si des symétries locales, comme les symétries de jauge peuvent être également brisées.
Un théorème dû à S. Elitzur permet de répondre à cette question par la négative.